# Sefrou
Sefrou (marokkanisches Tamazight ⵚⴼⵕⵓ Sfṛu; arabisch صفرو, DMG Şafrū / Sifrū) ist eine etwa 70.000 Einwohner zählende Provinzhauptstadt in der Region Fès-Meknès im Norden Marokkos an den Ausläufern des Mittleren Atlas. In der von einer Mauer umgebenen Altstadt lebte bis zur Mitte des 20. Jahrhunderts eine der größten jüdischen Minderheiten des Landes. Heute ist der malerische Bergort in der Nähe von Fès ein beliebtes Ausflugsziel. In der ethnologischen Literatur ist Sefrou durch die Feldforschungen von Clifford Geertz und anderen ein Begriff.

## Lage

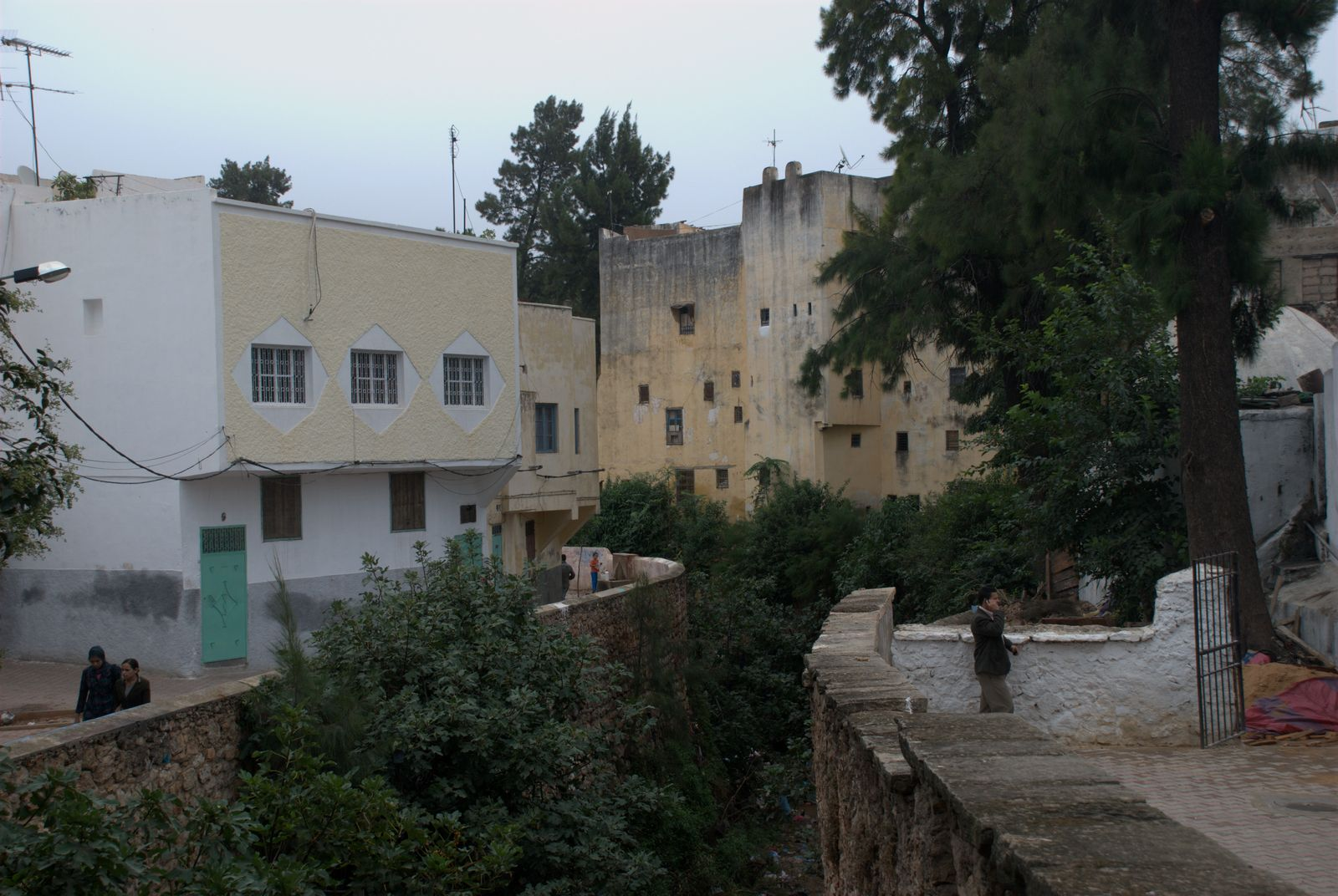
Tief ausgegrabenes Bachbett des Oued Aggai in der ummauerten Altstadt

Sefrou liegt ca. 30 km (Fahrtstrecke) südöstlich von Fès an einem Berghang der nördlichen Ausläufer des Mittleren Atlas in einer Höhe von etwa 800 bis 900 m. Die Nebenstraße R 503 führt weiter nach Süden über einen knapp 1800 m hohen Pass in die zentralen Atlasberge nach Boulemane und bis Midelt. Die Nationalstraße 8 von Fès nach Süden über Azrou und Khénifra verläuft ca. 20 km westlich an der Stadt vorbei. Dazwischen erhebt sich das Kandar-Gebirge mit dem Jbel Abad, von dessen 1768 m hohem Gipfel die bewässerten Felder der fruchtbaren Tiefebene von Sais und Häuser von Fès zu sehen sind.

Die vom Oued Aggai durchflossene Stadt liegt eingebettet zwischen Obstgärten am Südrand der Sais-Ebene am Übergang zu den entwaldeten, auf ihren Kuppen vegetationsarmen Atlas-Bergen. An den ortsnahen Hängen gedeihen hauptsächlich Kirschen und Erdbeeren. Nach der Kirschenernte im Juni wird deshalb ein dreitägiges Kirschenfest (moussem des cérises) mit Reiterwettkämpfen (fantasias) und einem großen Markt veranstaltet, das seit 2012 in der UNESCO-Liste des immateriellen Kulturerbes der Menschheit verzeichnet ist. In der Umgebung werden ferner Olivenbäume angepflanzt; nach Westen führt ein 1,5 km langer Fußweg durch das dicht mit Zedern und Laubbäumen bewachsene Bachtal des Oued Aggai bis zu einem Wasserfall. Ohne eigene Wasserquellen wäre die ökologische Nische von Sefrou so trocken wie die Felshügel und Plateaus weiter südlich; erst mehrere Kilometer südöstlich beginnt die natürliche Waldregion des Forêt de Jabla.

## Bevölkerung
| Jahr      | 1994   | 2004   | 2014   | 2024   |
| Einwohner | 54.163 | 64.006 | 79.887 | 86.903 |

Der Großteil der Einwohner ist berberischer Abstammung. Die meisten Juden sind in den Jahren nach der Unabhängigkeit Marokkos (1956) nach Israel ausgewandert.

## Geschichte

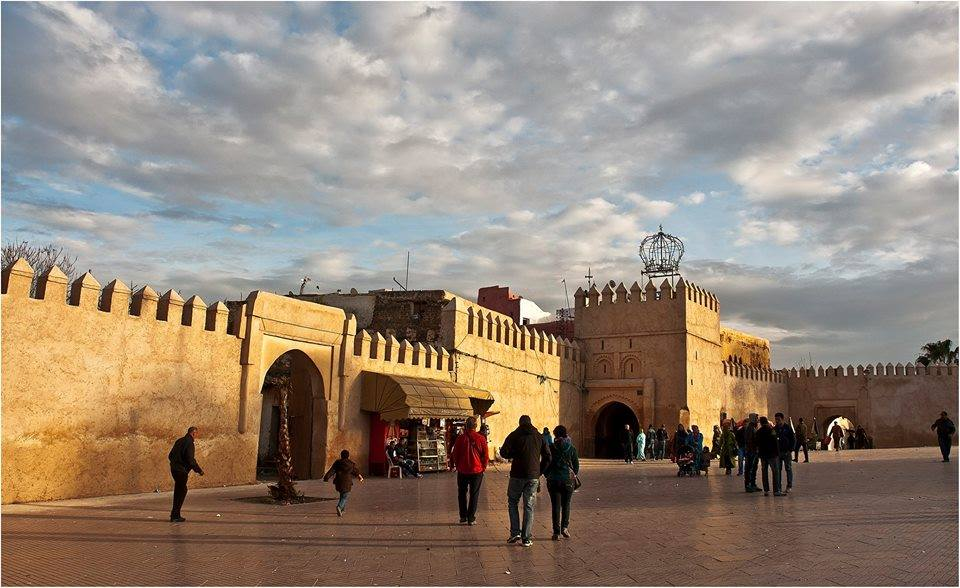
Sefrou – Teil der Stadtmauer

Ein erster Lagerplatz oder eine Siedlung wurde im 7. Jahrhundert in vorislamischer Zeit durch den jüdischen Berberstamm der Ahel Sefrou angelegt, dessen Erinnerung sich im Ortsnamen erhalten hat. Bis zum 9. Jahrhundert werden Juden und Christen im Gebiet Sefrou erwähnt. Nach der örtlichen, unbestätigten Legende soll die Stadt Sefrou im 8. Jahrhundert noch vor Fès gegründet worden sein. Die Pläne zur Anlage von Fès stammen von 789, als Idris I. den Bau einer neuen Hauptstadt für die spätere Idrisiden-Dynastie, die erste arabische Herrschaftsfolge in Marokko, bekanntgab. Idris I. hatte die jüdischen und christlichen Stämme der Gegend unterworfen, aber erst sein Nachfolger Idris II. wird als tatsächlicher Gründer des unabhängigen Idrisiden-Staates betrachtet, der seinen Amtssitz im Jahr 809 von Oualila (Volubilis) nach Fès verlagerte und dieses zur Hauptstadt ausbauen ließ. Auf ihn geht die Islamisierung der Region zurück. Auch Sefrou wurde wahrscheinlich zur selben Zeit eine Stadt. Unter Muhammad ibn Idris (reg. 828–836) kam es zum Streit um die Herrschaft und zur Zersplitterung des Reiches. Dessen Sohn Ali ibn Idris ibn Idris (reg. 836–848) benutzte Sefrou als Basis für einen Angriff auf Fès.

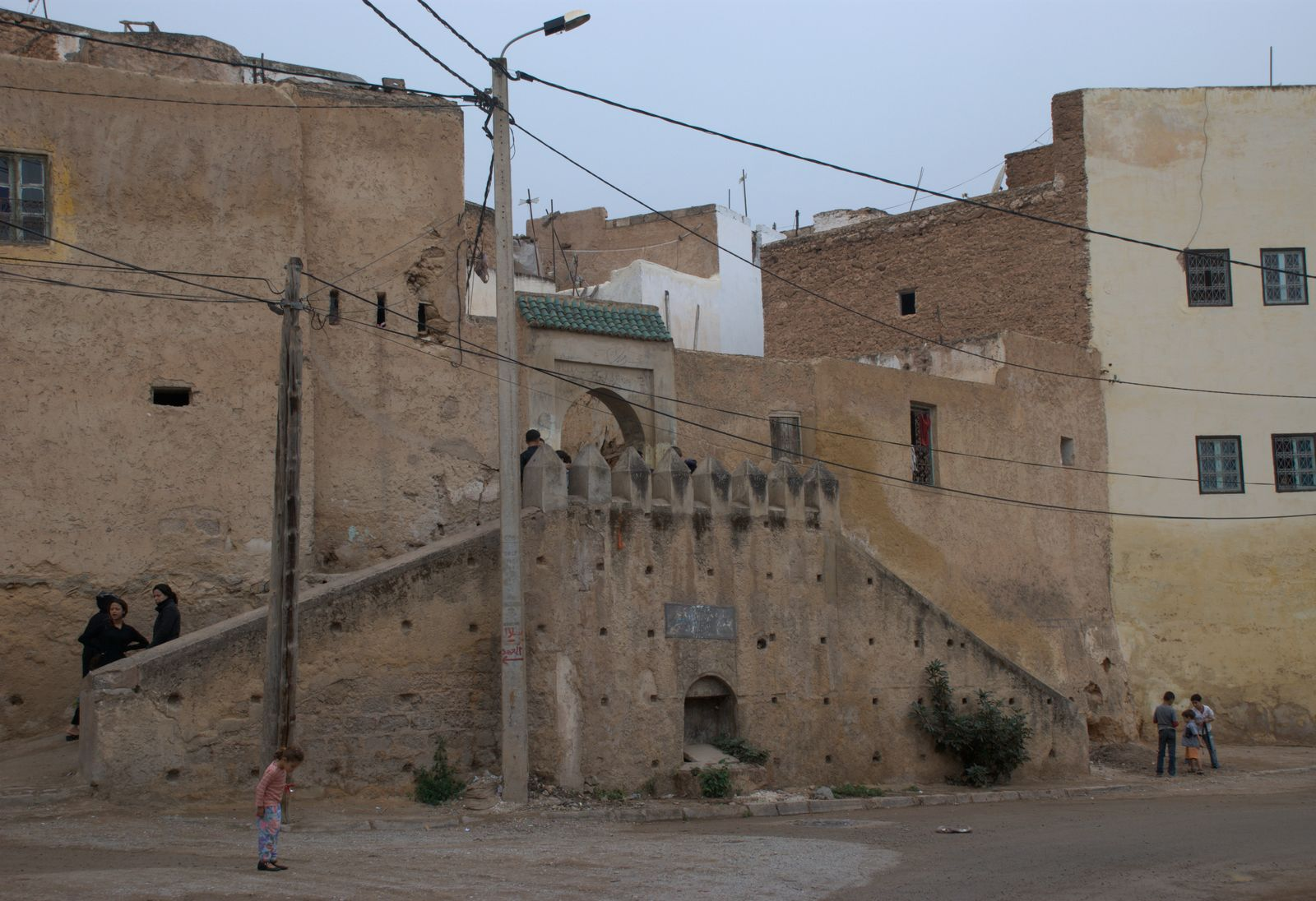
Befestigtes Dorf al-Qala außerhalb der Altstadt

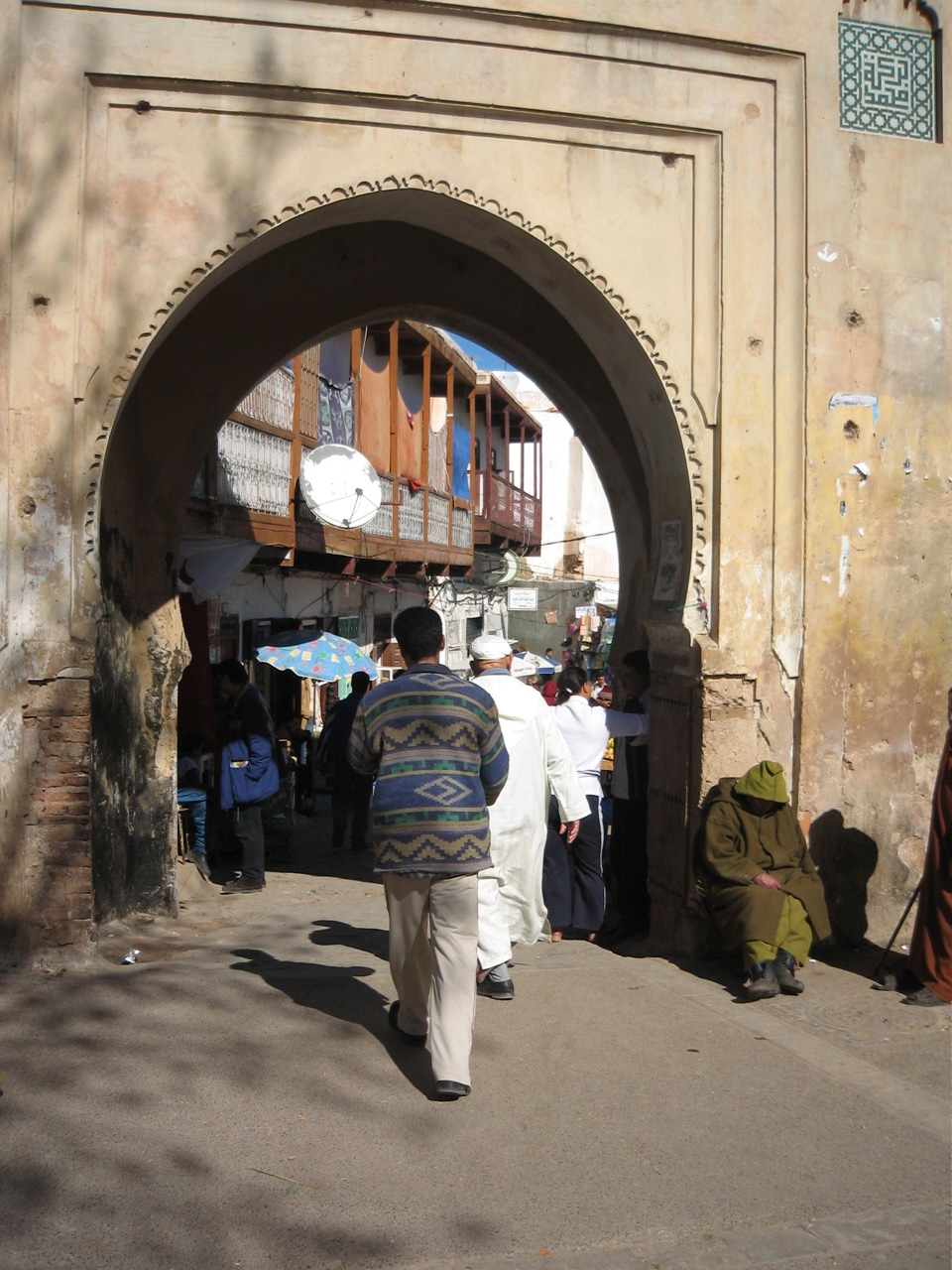
Tor zur Medina

Im 11. Jahrhundert war Sefrou eine ummauerte Stadt mit einer gewissen Bedeutung. Während des 13. Jahrhunderts zogen jüdische Einwanderer aus dem Tafilalet her. Gemäß der lokalen Tradition gab es im 15. Jahrhundert zur Merinidenzeit ein spezielles jüdisches Viertel (Mellah) innerhalb der Altstadt. Eine definierte Mellah setzt voraus, dass es für Juden ein Verbot gab, sich außerhalb anzusiedeln. Sollte die Mellah unter Abdalhaqq II. (reg. 1421–1465) eingeführt worden sein, so wäre dies etwa zeitgleich mit deren Einrichtung 1438 in Fès geschehen. Die dortige Mellah gilt als das älteste Judenviertel Marokkos.
Sefrou entwickelte sich als ummauerte Stadt mit bestimmten Vierteln für Märkte (Suqs), Mellah, einem muslimischen Wohnviertel (Medina), einer Festung (Kasbah) und einem außerhalb gelegenen Markt. Die Kasbah wurde vom Alawiden-Sultan Mulai Ismail (reg. 1672–1727) erbaut, der die Ostgrenze seines Reiches von Unruhen und Aufständen der Berber bedroht sah. Er unternahm mehrfach Militärexpeditionen gegen die Aufständischen und um seine Sultansmacht dauerhaft zu sichern, ließ er in den 1680er Jahren eine Reihe von Festungen von Taza im Nordosten am Rand der Atlasberge über Sefrou, Azrou, Kasba Tadla bis nach Beni Mellal errichten. Mulai Ismail hatte spezielle Truppen aus schwarzafrikanischen Sklaven zur Bewachung der Kasbahs und kleinerer Festungsanlagen aufgestellt. Der Wohlstand Sefrous rührte zumindest teilweise vom Handel mit Karawanen her, die über Tafilet am Rand der Sahara nach Norden zogen. Als die Karawanen im 19. Jahrhundert ihre Route nach Fès weiter nach Osten verlagerten, kamen sie nicht mehr durch Sefrou und der Ort verlor einiges seiner Wirtschaftskraft.
Die Zahl der jüdischen Einwohner war im 17. und 18. Jahrhundert geringer als in Fès oder Meknès, dennoch war Sefrou ein Zentrum jüdischer Bildung. Dies war besonders dem Rechtsgelehrten Rabbiner Moses bin Hamo zu verdanken, der Ende des 17. Jahrhunderts eine Religionsschule betrieb. Aus seiner Korrespondenz geht hervor, dass er vormittags den Studenten den Hulin-Traktat aus dem Talmud gelehrt und am Nachmittag einen Kurs für über 20 fortgeschrittene Studenten gegeben habe. Unter seinen Schülern befanden sich einige, die später im 18. Jahrhundert als spirituelle Führer anerkannt waren. Zwischen 1780 und 1830 wanderten 50 Juden aus Sefrou nach Palästina aus.
Um 1910 lebten in Sefrou etwa 6000 Einwohner, davon waren 60 % Juden und 40 % Muslime. Mit dem Vertrag vom 30. März 1912, den Sultan Mulai Abd al-Hafiz in Fès unterzeichnete, wurde Marokko zum französischen Protektorat und französische Truppen besetzten die Region Meknes-Fès. Die Sais-Ebene wurde zu einem Kernland der landwirtschaftlichen Entwicklung während der Kolonialzeit. In den 1920er Jahren richteten dort französische Bauern von Zäunen umgebene Gehöfte mit Unterkünften für die einheimischen Landarbeiter ein. Bis in die 1950er Jahre nahmen die Investitionen in die Landwirtschaft der Ebene zu, gegenüber den gepflegten Gebäuden mit Ziegeldächern bildeten die armseligen Lehmziegelbehausungen der einheimischen Bevölkerung in den Hügeln um Sefrou einen sozialen Kontrast. Die wirtschaftliche Vernachlässigung des Hinterlands um Sefrou während der Kolonialzeit führte zu einer Zuwanderungsbewegung in die Stadt.
Gemäß der allgemeinen französischen Kolonialpolitik wurde eine europäische Ville Nouvelle getrennt von der Altstadt geplant. Dennoch kam der Anteil der Franzosen in Sefrou nicht über 1 % der Bewohner hinaus.
Im Jahr 1950 trat der normalerweise als kleiner Bach quer durch die Stadt fließende Oued Aggai in einer Springflut über die Ufer. 30 Menschen kamen ums Leben und große Schäden entstanden an den Gebäuden. Daraufhin wurde das Bachbett mehrere Meter tief ausgegraben, wobei der alte Waschplatz der jüdischen Frauen verschwand.
Die französische Neustadt erstreckt sich südwestlich der Altstadt an den Hängen, die ursprünglich bewässerte Gärten waren. Die dortige Bevölkerung bestand in den 1960er Jahren zur Hälfte aus einer begüterten marokkanischen Schicht aus ehemaligen Landeigentümern, die mit ihren Familien aus der Altstadt nach draußen umgezogen waren, und europäisch orientierten Stadtbewohnern. Die andere Hälfte gehörte zur unteren Klasse. Bis spätestens 1970 hatten die meisten Juden die Stadt aus politischen Gründen verlassen, die wenigen Verbliebenen sind in neue Stadtteile umgezogen.
Sefrou ist eine der sozialwissenschaftlich am besten untersuchten Städte Marokkos. Zwischen 1965 und 1971 hielten sich der US-amerikanische Ethnologe Clifford Geertz, seine Frau Hildred Geertz und einige seiner Schüler längere Zeit in Sefrou auf, um Feldforschungen in der Stadt und ihrer Umgebung zu betreiben. Die kompakte, traditionell strukturierte Altstadt – für Geertz „ein kleines Fes“ – eignete sich wegen der zahlreichen Sufi-Bruderschaften (Tarīqas) besonders für das Studium einer islamischen Gesellschaft. Zu seinen jüngeren Kollegen gehörte Paul Rabinow, der 1968–1969 im nahegelegenen Dorf Sidi Lahcen Lyusi die Sufi-Bruderschaft des gleichnamigen Heiligen aus dem 17. Jahrhundert untersuchte. Dale F. Eickelmann, dessen Dissertation auf einer Feldforschung 1968–1970 in Boujad beruht, stand mit Geertz ebenfalls in Beziehung. Geertz kam bis 1986 immer wieder für unterschiedlich lange Arbeitsaufenthalte nach Sefrou zurück, ein letztes Mal war er im Mai 2000 anlässlich einer Konferenz in der Stadt.
Zwischen 1960 und 1986 war eine rasante Bevölkerungsverschiebung vom Land in die Stadt zu beobachten. Sefrou ist mit einer Fläche von 10 Quadratkilometern die einzige Stadt im rund 2000 Quadratkilometer großen Distrikt. Das Verhältnis von städtischer zu ländlicher Bevölkerung änderte sich von eins zu vier 1960 bis auf eins zu eins 1986. Es ergab sich eine in Alteingesessene und Zugezogene aufgespaltene Bevölkerung; beide sind mit ihrem Schicksal unzufrieden. Im September 2007 kam es in Sefrou zu einem sogenannten „Brotaufstand“. Die Unruhen begannen, als eine Frauenorganisation zur Demonstration gegen die gestiegenen Lebensmittelpreise aufrief, und arteten schnell in gewaltsame Proteste aus, nachdem in großer Zahl Polizeikräfte des Provinzgouverneurs erschienen waren. Diese wurden fotografisch und mit Videokameras dokumentiert und in YouTube veröffentlicht.

## Stadtbild

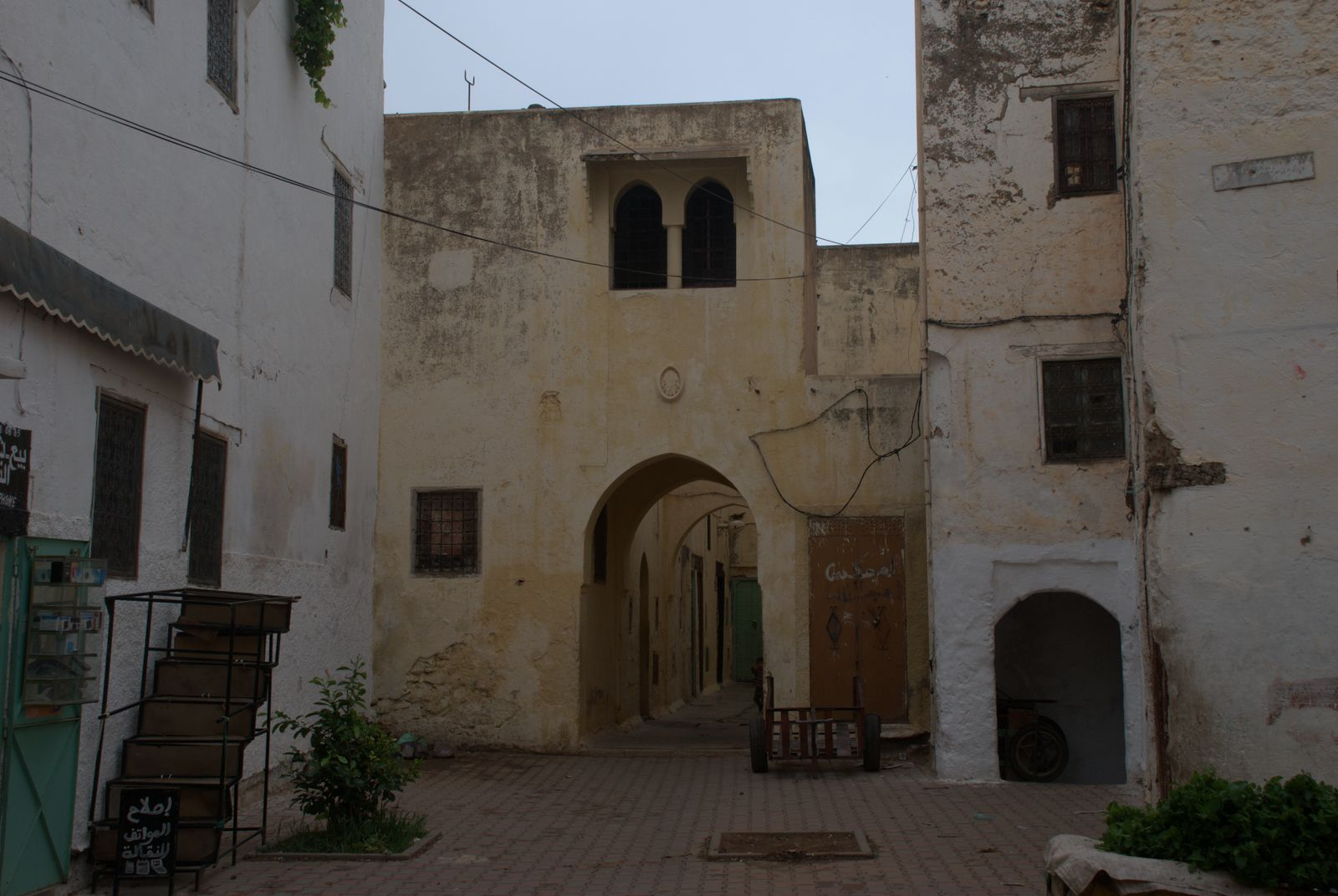
Sackgasse in der Medina

Die von einer ovalen Stadtmauer vollständig umgebene Altstadt wird in ihrer Längsausdehnung von West nach Ost in der Mitte vom Oued Aggai durchflossen. Der Bach teilt die Altstadt in die beiden etwa gleich großen Wohngebiete der muslimischen Medina im Norden und der jüdischen Mellah im Süden. Besonders die Gassen in der Mellah sind relativ gerade, aber sehr schmal, so dass eine Orientierung schwierig ist. Die Hauptzugänge sind das Bab el-Maqam im Norden und das Bab Merba im Süden, in dessen Nähe außerhalb der Stadtmauer die heute geschlossene Synagoge liegt. Fünf Moscheen verteilen sich innerhalb der Mauer. Der bekannteste Sufi-Pilgerort ist in der Mellah die Zawiya des Sidi Lahcen ben Ahmed, eines Heiligen aus dem 17. Jahrhundert. Sein Mausoleum (Qubba) ist das größte in den Bergen der Region, jedes Jahr im August wird ein Pilgerfest (Moussem) veranstaltet. Mitglieder dieser Bruderschaft neigen dazu, die Aissaouas in der Stadt zu meiden. Deren islamischer Volksglauben beinhaltet Heilungsrituale und Schlangenbeschwörungen.
Busbahnhof und Taxistand befinden sich auf dem großen Platz Moulay Hassan nordwestlich der Altstadt an der Ausfallstraße nach Fès. Die französische Neustadt erstreckt sich jenseits des Boulevard Mohammed V als weitläufige ruhige Gartenstadt nach Südwesten den Hügel hinauf; die gesamte heutige Stadterweiterung im Norden und Osten bedeckt ein Vielfaches der ummauerten Altstadt. Markttag ist donnerstags, an den übrigen Wochentagen wirkt Sefrou wenig geschäftig.
Dem Bach nach Westen folgend führt eine kurvige Straße nach einem halben Kilometer an al-Qala (Ksar el Kelaa) vorbei, einem befestigten Dorf mit heute verarmten Einwohnern, und weiter zum bereits erwähnten Wasserfall. Zwei Kilometer außerhalb liegt das Heiligtum des Marabouts Sidi Bou Ali Serghin, dort in der Nähe die Quelle der weiblichen Heiligen Lalla Rekia, der früher Tiere geopfert wurden, damit sie Geisteskrankheiten kurieren möge.
Ein anderer Weg führt von der Stadt nach einigen Kilometern zum früher bedeutenden jüdischen Wallfahrtsort Kef el Yehudi („Judenhöhle“), an dem Juden das Grab des Heiligen Daniel oder von vier Kwahnas (heiligen jüdischen Berbern) verehrten. Für Muslime lag hier die Höhle für die sieben Gefährten, die aus der Siebenschläferlegende bekannt sind. Die sieben jungen Männer schliefen sehr lange, und als sie aufwachten, wollten sie in Sefrou Brot kaufen. Da ihr Geld nicht mehr akzeptiert wurde – es war zwischenzeitlich veraltet – gingen sie wieder schlafen, was sie bis heute tun. Anhänger beider Religionen opferten früher Kerzen und Räucherstäbchen.